# Turms
Turms az etruszk mitológia egyik istene. Az istenek hírvivője, a holtak lelkének alvilágba kísérője. Bő köpenyben és szárnyas szandállal ábrázolták.
Funkcióit tekintve nyilvánvaló kapcsolatban áll a görög Hermésszel. Nevük is hasonló, etimológiailag azonban nem vezethetők le egymásból. A görög Έρμῆς az ógörög hangfejlődés alapján utólag kapott hehezetet, korábban egy lekopó t hang állhatott az elején. Ezt támasztja alá Turan etruszk, és Turannu lüd istennők neve is. A Turms és Hermész nevek alapján egy *tarmaš közös eredet tehető fel, ami a hettita mitológia Taru és Tarhunt időjárásisteneihez hasonló.
Mika Waltari „Turms, a halhatatlan” című regényében a főhős viseli ezt a nevet, utalva az etruszk istenre.